# Orsonwelles ventus
Espèce
Orsonwelles ventus est une espèce d'araignées aranéomorphes de la famille des Linyphiidae.

## Distribution
Cette espèce est endémique de Kauai à Hawaï,.

## Description
Les mâles mesurent de 8,68 à 9,30 mm et les femelles de 9,86 à 11,28 mm.

## Publication originale
- Hormiga, 2002 : Orsonwelles, a new genus of giant linyphiid spiders (Araneae) from the Hawaiian Islands. Invertebrate Systematics, vol. 16, p. 369-448 (texte intégral).